# Genengan (Pakisaji)
Genengan is een bestuurslaag in het regentschap Malang van de provincie Oost-Java, Indonesië. Genengan telt 8410 inwoners (volkstelling 2010).